# Koide Shota
Shota Koide (sinh ngày 29 tháng 9 năm 1981) là một cầu thủ bóng đá người Nhật Bản.

## Sự nghiệp câu lạc bộ
Shota Koide đã từng chơi cho Sagan Tosu, Gainare Tottori, Nakhon Ratchasima, Grulla Morioka và Nara Club.